# 우도 (강화군)
우도(隅島)는 대한민국 인천광역시 강화군 서도면 말도리에 속하는 섬이다. 본섬인 말도에서 서남쪽으로 약 14㎞ 떨어져 있으며, 민간인은 살지 않는다. 원래 이름은 일단 들어가면 머리가 셀 때까지 못 나온다는 뜻의 모로도(毛老島)로, 1961년까지는 이 이름으로 불렸다.
서쪽의 연평도와 동쪽의 주문도, 볼음도의 중간쯤에 있고 섬의 남동쪽으로 약 40 km 떨어져 있는 인천국제공항과도 그리 멀지 않아 전략적 요충지이며, 대한민국 해병대가 주둔하고 있다.

## 지리
면적은 0.211 km2로, 독도(0.187 km2)보다 조금 크다. 서해 5도 중 하나로, 부속 섬으로는 서쪽으로 약 400 m 떨어져 있는 비도가 있다. 옹진군 연평도에서 동남쪽으로 약 25 km 떨어져 있다. 우도에서 약 8.6 km 북동쪽에는 함박도(말도리 산97 번지)가 있는데, 썰물 때에는 두 섬이 갯벌로 이어진다.
우도는 서해 북방한계선(NLL)에서 약 8 km 남쪽에 있고, 가장 가까운 조선민주주의인민공화국 땅은 약 18.5 km 북쪽에 있는 룡매도(황해남도 청단군)이다.

## 역사
| Daedongyeojido (Gyujanggak) 13-06.jpg |  |
|                                       |  |

- 1918년 : 조선총독부 토지조사사업의 임야조사에 따라 우도(말도리 산88, 산90~96)와 부속 섬인 비도(말도리 산89)는 경기도 강화군 서도면 말도리로 지적공부에 등재되었다.[4]
- 1953년 : 한국 전쟁의 결과로 맺어진 한국 군사정전에 관한 협정 제13항 ㄴ목에서는 '황해도와 경기도의 도계선 북쪽과 서쪽에 있는 모든 섬 중에서 … 백령도, 대청도, 소청도, 연평도, 우도'라고 규정해 우도가 서해 5도의 다른 섬들과 같이 기술되어 있다.

- 이는 해당 규정(정전협정 제13항 ㄴ목)의 '첨부한 지도 제3도'가 우도와 인근 섬을 황해도로 잘못 표시하고 있기 때문으로 보인다.

## 특정도서
우도는 주변 간석지가 발달하고, 희귀식물인 석위가 대단위로 분포하고 있으며, 범게가 대량 서식하는 등 해양생물이 다양하고 풍부하여 독도 등 도서지역의 생태계보전에 관한 특별법에 따라 특정도서로 지정되어 관리되고 있다.
- 지정번호 : 제2호
- 면적 : 211,537 m²
- 지번 : 인천광역시 강화군 서도면 말도리 산88, 산90~96

## 행위제한
특정도서안에서는 「대한민국 독도 등 도서지역의 생태계보전에 관한 특별법」 제8조에 의거 누구든지 다음 각호의 1에 해당하는 행위를 하거나 허가를 하여서는 아니된다.
- 건축물·공작물의 신축·개축·증축
- 개간·매립·준설 또는 간척
- 택지의 조성·토지의 형질변경·토지의 분할
- 공유수면의 매립
- 입목·죽의 벌채 또는 훼손
- 도로의 신설
- 흙·모래·자갈·돌의 채취, 광물의 채굴, 지하수의 개발
- 가축의 방목, 야생동물의 포획·살생 또는 그 알의 채취, 야생식물의 채취
- 특정도서에 서식하거나 도래하는 야생 동·식물 또는 특정도서 안에 존재하는 자연적 생성물을 그 섬 밖으로 반출하는 행위
- 특정도서 안으로 생태계 위해 외래 동·식물을 반입하는 행위
- 폐기물을 매립 또는 투기하는 행위
- 인화물질을 이용하여 음식물을 짓거나 야영을 하는 행위
- 지질·지형·자연적 생성물의 형상손괴 기타 이와 유사한 행위

## 같이 보기
- 서해 5도
- 비도 (강화군)
- 함박도
- 북방한계선
- 룡매도
- 조선 서해 해상 군사분계선